# 峨广铁路
峨广铁路是一条连接中国四川省乐山市峨眉山市和云南省楚雄彝族自治州禄丰市广通镇的双线电气化铁路，原名成昆铁路复线燕岗至广通北段，是成昆铁路扩能改造工程的重要组成部分。线路起自成昆铁路燕岗站，终至昆楚大铁路广通北站，全部为新建双线电气化，线路长约592公里，设计等级为国铁Ⅰ级，设计速度目标值160-200km/h。全线采用分期建设、分段开通的建设模式，其中燕岗至冕宁段（229公里）于2022年12月26日通车，冕宁至米易段（157公里）2021年12月28日首先开通货运，2022年1月10日开通客运，米易至攀枝花段于2020年5月26日通车，攀枝花南至永仁段于2020年1月9日通车，永仁至广通北段于2019年10月9日通车。
峨广铁路全线共设30座车站，其中燕岗站、冕宁站及甸尾站三座车站利用既有成昆铁路车站改建，其余车站均为新建。同时，为方便建设期间各次列车在峨广铁路和成昆铁路之间过轨，峨广铁路在燕岗、冕宁、黄水塘南、米易东、普达、甸尾六座车站增建了联通成昆铁路的联络线。

## 区间

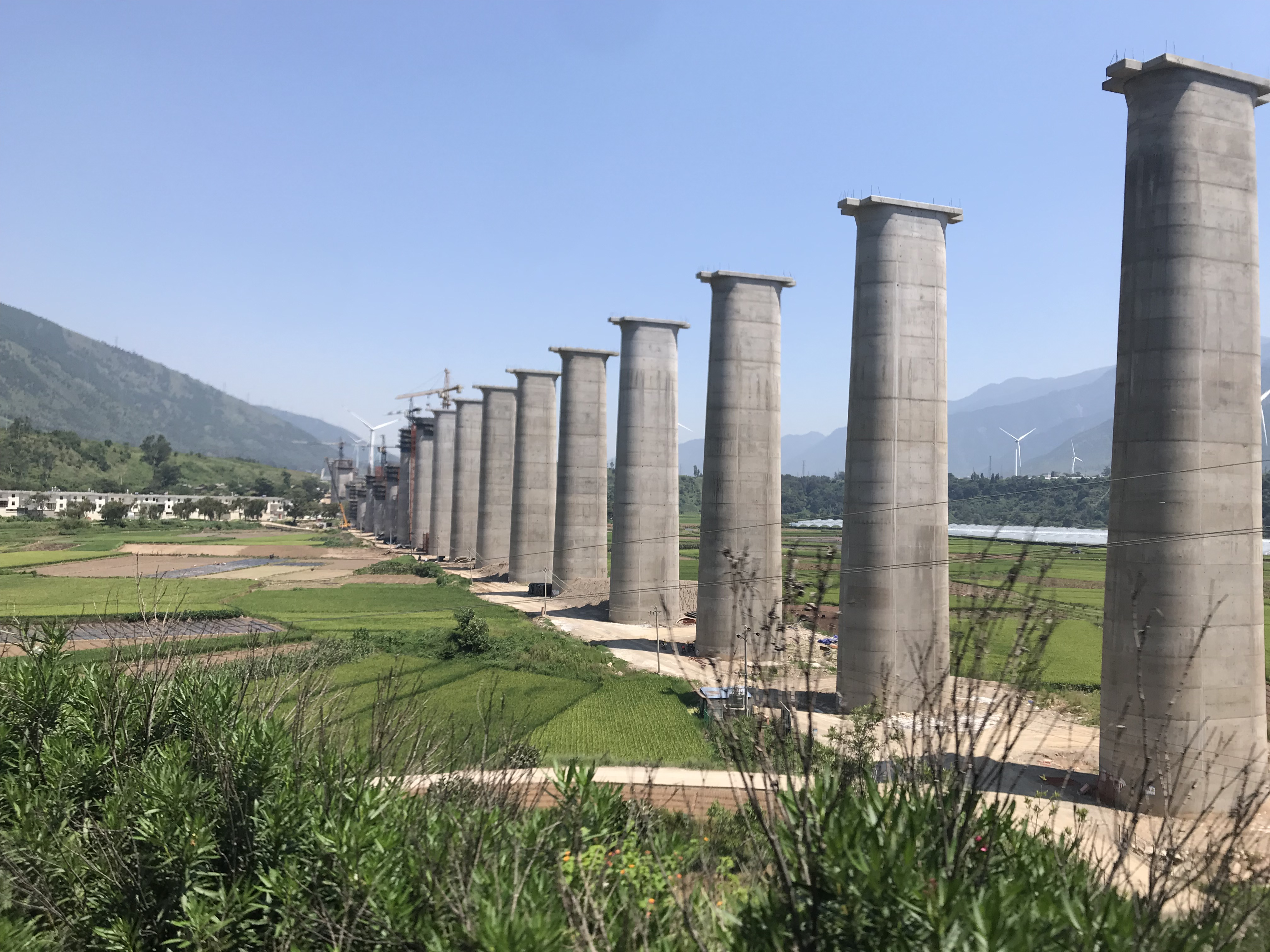
成昆铁路峨（眉）米（易）复线罗所关安宁河大桥建设情况，2019年8月摄于四川省德昌县北部。

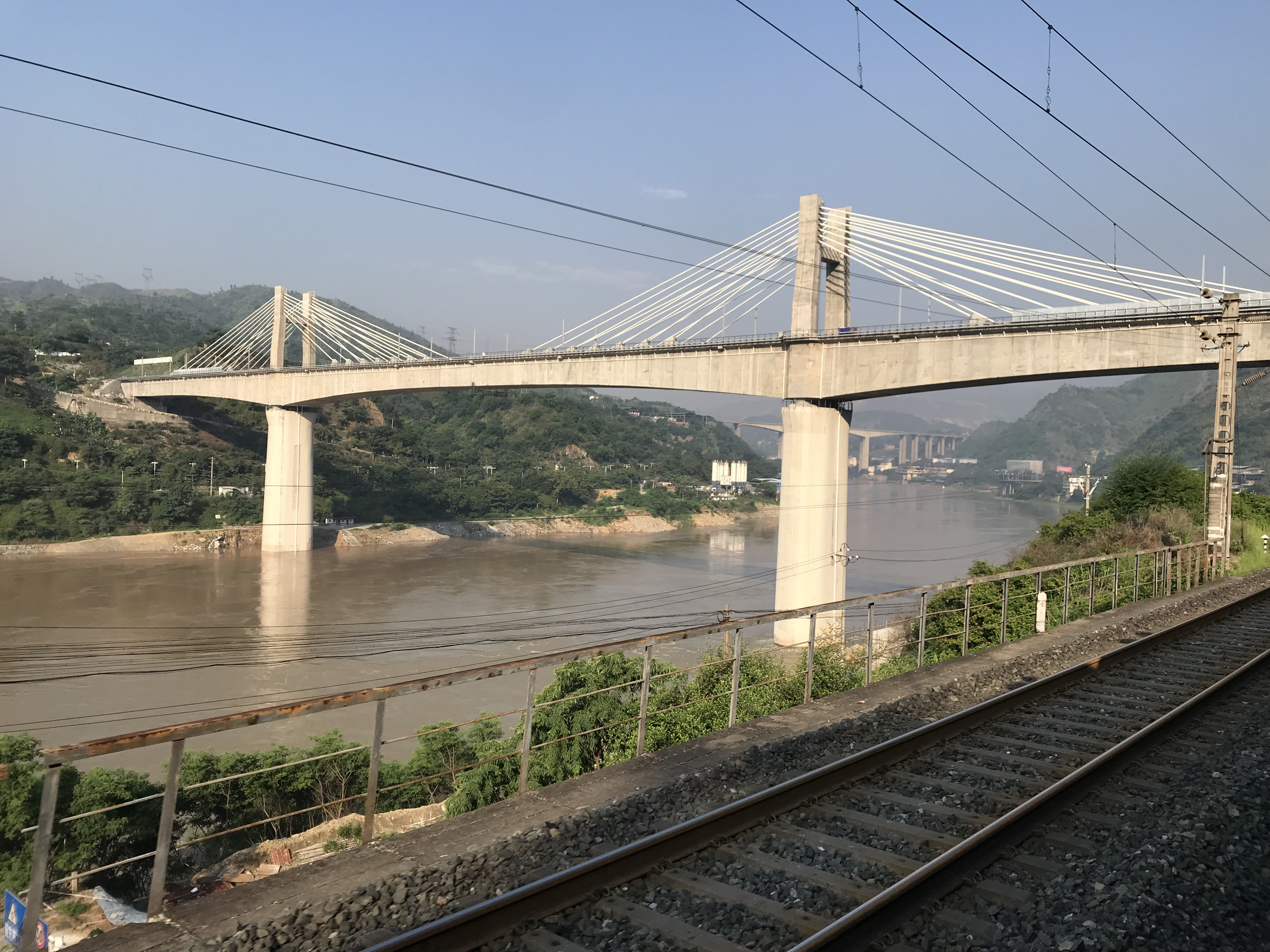
峨广铁路攀枝花金沙江大桥

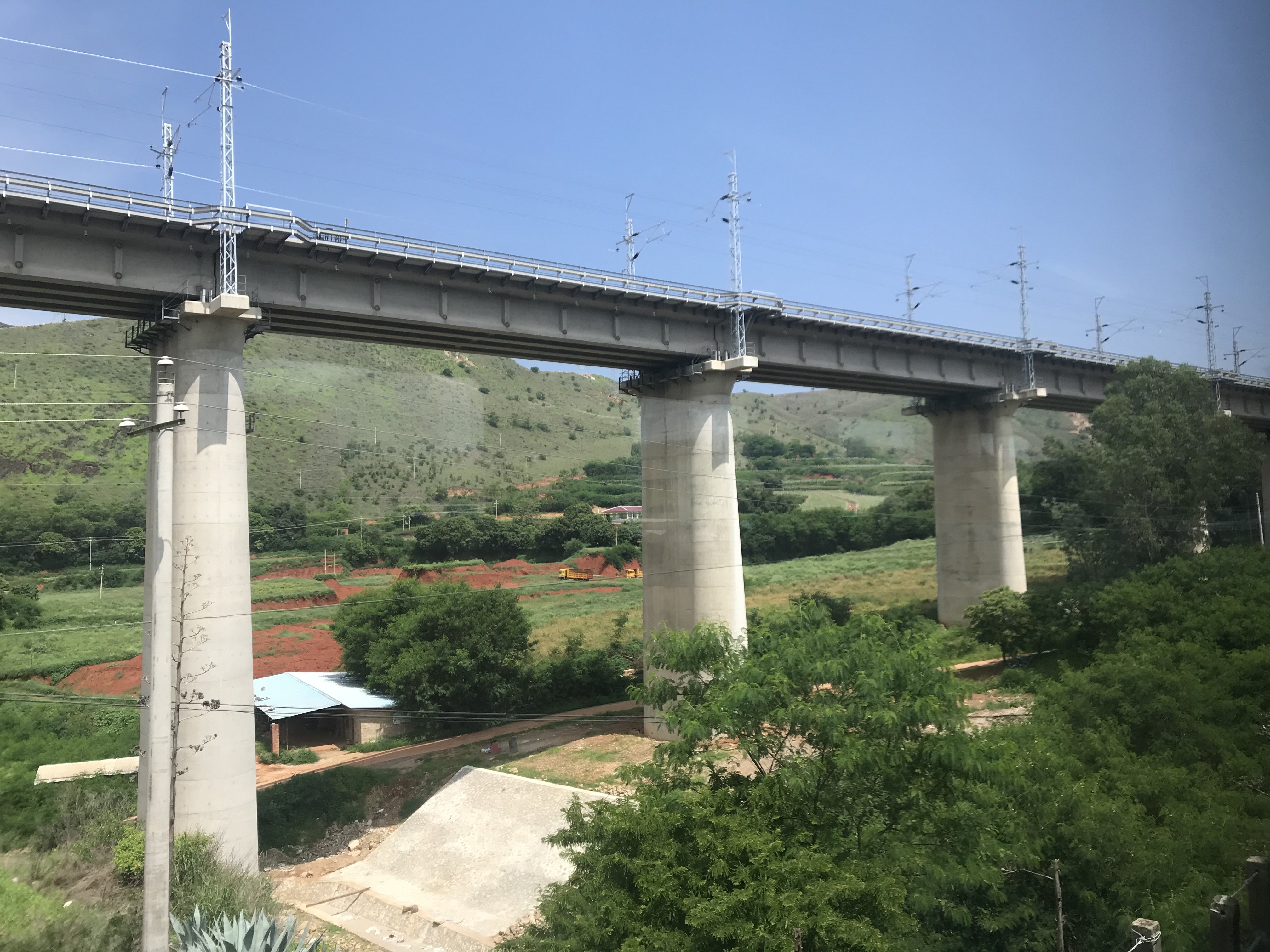
成昆铁路永（仁）广（通）复线小西村龙川江大桥，2019年8月摄于云南省元谋县。

成昆铁路扩能改造工程分为成都至峨眉段、峨眉至米易段、米易至攀枝花段、攀枝花（永仁）至广通段及广通至昆明段。其中成都至峨眉段通车后继续编为成昆线，广通至昆明段通车后被并入昆楚大铁路，成昆铁路扩能改造燕岗至广通北段于2021年11月19日合并更名为峨广铁路。

### 峨眉至米易段
自峨眉至燕岗沿既有单线铁路增建二线，长6公里；自燕岗经沙湾、峨边、金口河、甘洛、越西、喜德、西昌至米易新建双线铁路，长378公里，设计速度160-200公里/小时。全线设燕岗、沙湾南、范店子、峨边南、金口河南、特克、甘洛南、漫滩、越西、安洛、喜德西、冕宁、月华西、西昌西、佑君、黄水塘南、德昌西、永郎西等18个车站。最小曲线半径：一般地段2000米，困难地段1600米。限制坡度：6‰，加力坡13‰。到发线有效长：850米，双机880米。规划运输能力：客车45对/日，货运8000万吨/年。总投资453亿元，其中工程投资433亿元、机车车辆购置费20亿元。成昆铁路公司负责铁路工程建设和运营管理。建设工期为6.5年。2014年12月20日越西至安洛14.2公里先期动工。其中峨眉至燕岗段于2021年9月15日通车，冕宁至米易段（157公里）2021年12月28日首先开通货运，2022年1月10日开通客运。
燕岗至冕宁段（229公里）于2022年10月28日完成全线铺轨，2022年12月26日，燕岗至冕宁段建成通车，自此峨广铁路全线贯通运营。

### 米易至攀枝花段
米易至攀枝花段线路全段位于攀枝花市境内，北起米易县，向南经经盐边县，终至攀枝花市仁和区，共设米易东、丙谷东、盐边、普达、攀枝花南5个车站。设计速度160公里/小时，采用新建双线方案，正线长93.867公里，另有引入米易、引入攀枝花相关工程以及攀枝花南昆明端折返线工程。全线共有隧道13座，总长54.96公里，其中10公里以上大桥3座；桥梁18座，总长5.56公里。工程于2013年12月27日开工，2020年5月26日通车。2020年9月19日起开行旅客列车。
2020年10月28日成昆复线米攀段普达站至既有攀枝花站的联络线开通运营。

### 永仁至广通段
即永广铁路，设计速度160公里/小时，全长120.42公里，采用新建线路和改造部分既有线结合的方案，于2013年12月18日开工，2019年10月9日建成通车。攀枝花南至永仁段则将于2020年1月9日通车。2020年1月9日永广铁路全线通车后，原成昆铁路元谋至昆明区段的旧线被重新命名为元昆铁路。

## 车站
| 车站名称   | 里程     | 股道 | 所在区域 | 所在区域       | 所在区域       | 启用日期       | 连接铁路          |
| ---------- | -------- | ---- | -------- | -------------- | -------------- | -------------- | ----------------- |
| 峨广铁路   |          |      |          |                |                |                |                   |
| 燕岗站     | K160+635 | 14   | 四川省   | 乐山市         | 峨眉山市       | 1970年7月1日   | 成昆铁路 连乐铁路 |
| 沙湾南站   | K177+780 | 4    | 四川省   | 乐山市         | 沙湾区         | 2022年12月26日 |                   |
| 范店子站   | K189+250 | 4    | 四川省   | 乐山市         | 沙湾区         | 2022年12月26日 |                   |
| 峨边南站   | K212+750 | 4    | 四川省   | 乐山市         | 峨边彝族自治县 | 2022年12月26日 |                   |
| 金口河南站 | K239+500 | 4    | 四川省   | 乐山市         | 金口河区       | 2022年12月26日 |                   |
| 特克站     | K266+770 | 4    | 四川省   | 凉山彝族自治州 | 甘洛县         | 2022年12月26日 |                   |
| 甘洛南站   | K279+000 | 4    | 四川省   | 凉山彝族自治州 | 甘洛县         | 2022年12月26日 |                   |
| 漫滩站     | K298+385 | 4    | 四川省   | 凉山彝族自治州 | 越西县         | 2022年12月26日 |                   |
| 越西站     | K325+150 | 6    | 四川省   | 凉山彝族自治州 | 越西县         | 2022年12月26日 |                   |
| 安洛站     | K339+400 | 4    | 四川省   | 凉山彝族自治州 | 越西县         | 2022年12月26日 |                   |
| 喜德西站   | K367+550 | 4    | 四川省   | 凉山彝族自治州 | 喜德县         | 2022年12月26日 |                   |
| 冕宁站     | K380+150 | 4    | 四川省   | 凉山彝族自治州 | 冕宁县         | 1970年7月1日   |                   |
| 月华西站   | K393+800 | 4    | 四川省   | 凉山彝族自治州 | 西昌市         | 2022年12月26日 |                   |
| 西昌西站   | K421+200 | 9    | 四川省   | 凉山彝族自治州 | 西昌市         | 2022年1月10日  |                   |
| 佑君站     | K445+500 | 4    | 四川省   | 凉山彝族自治州 | 西昌市         | 2022年1月10日  |                   |
| 黄水塘南站 | K591+200 | 4    | 四川省   | 凉山彝族自治州 | 西昌市         | 2022年1月10日  |                   |
| 德昌西站   | K612+400 | 4    | 四川省   | 凉山彝族自治州 | 德昌县         | 2022年1月10日  |                   |
| 永郎西站   | K638+100 | 4    | 四川省   | 凉山彝族自治州 | 德昌县         | 2022年1月10日  |                   |
| 米易东站   | ?        | 6    | 四川省   | 攀枝花市       | 米易县         | 2020年5月26日  |                   |
| 丙谷东站   | ?        | 4    | 四川省   | 攀枝花市       | 米易县         | 2020年5月26日  |                   |
| 盐边站     | ?        | 4    | 四川省   | 攀枝花市       | 盐边县         | 2020年5月26日  |                   |
| 普达站     | ?        | 4    | 四川省   | 攀枝花市       | 仁和区         | 2020年5月26日  | 普达联络线        |
| 攀枝花南站 | ?        | 12   | 四川省   | 攀枝花市       | 仁和区         | 2020年1月9日   |                   |
| 先锋营站   | ?        | 4    | 四川省   | 攀枝花市       | 仁和区         | 2020年1月9日   |                   |
| 永仁站     | ?        | 5    | 云南省   | 楚雄彝族自治州 | 永仁县         | 2020年1月9日   |                   |
| 新康站     | ?        | 4    | 云南省   | 楚雄彝族自治州 | 元谋县         | 2020年1月9日   |                   |
| 元谋西站   | ?        | 6    | 云南省   | 楚雄彝族自治州 | 元谋县         | 2019年1月18日  | 成昆铁路元昆段    |
| 大树村站   | ?        | 4    | 云南省   | 楚雄彝族自治州 | 禄丰市         | 2020年1月9日   |                   |
| 甸尾站     | ?        | 6    | 云南省   | 楚雄彝族自治州 | 禄丰市         | 1970年7月1日   | 成昆铁路元昆段    |
| 广通北站   | ?        | 6    | 云南省   | 楚雄彝族自治州 | 禄丰市         | 2020年1月9日   | 昆楚大铁路        |